# Horní Slavkov
Horní Slavkov (deutsch Schlaggenwald) ist eine Stadt im Okres Sokolov im Karlovarský kraj in Tschechien.

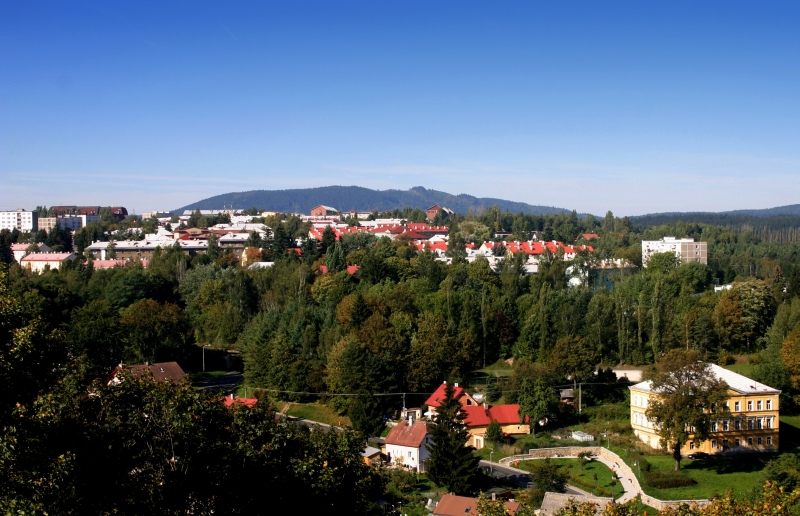
Hügellandschaft in Stadtnähe

## Geographie

### Geographische Lage
Die Stadt liegt in Westböhmen etwa 15 Kilometer südwestlich von Karlsbad im Kurstädte-Dreieck Karlsbad, Marienbad und Franzensbad in einem Talkessel des Naturschutzgebietes Slavkovský les (Kaiserwald). Westlich erhebt sich der Dreigipfel des Krudum (838 m).

### Stadtgliederung
Für die Stadt Horní Slavkov sind keine Ortsteile ausgewiesen. Grundsiedlungseinheiten sind Bošířany (Poschitzau), Horní Slavkov-Staré město, Kfely (Gfell), Kounice, Ležnice (Leßnitz), Ležnička (Stirn), Na dole, Průmyslový obvod, Průmyslový obvod-východ, Sídliště I, Sídliště II, Sídliště III, Sídliště IV, Třídomí (Dreihäuser) und Údolí I.
Das Gemeindegebiet gliedert sich in die Katastralbezirke Bošířany, Horní Slavkov, Kfely u Horního Slavkova, Ležnice, Ležnička und Třídomí.

## Geschichte

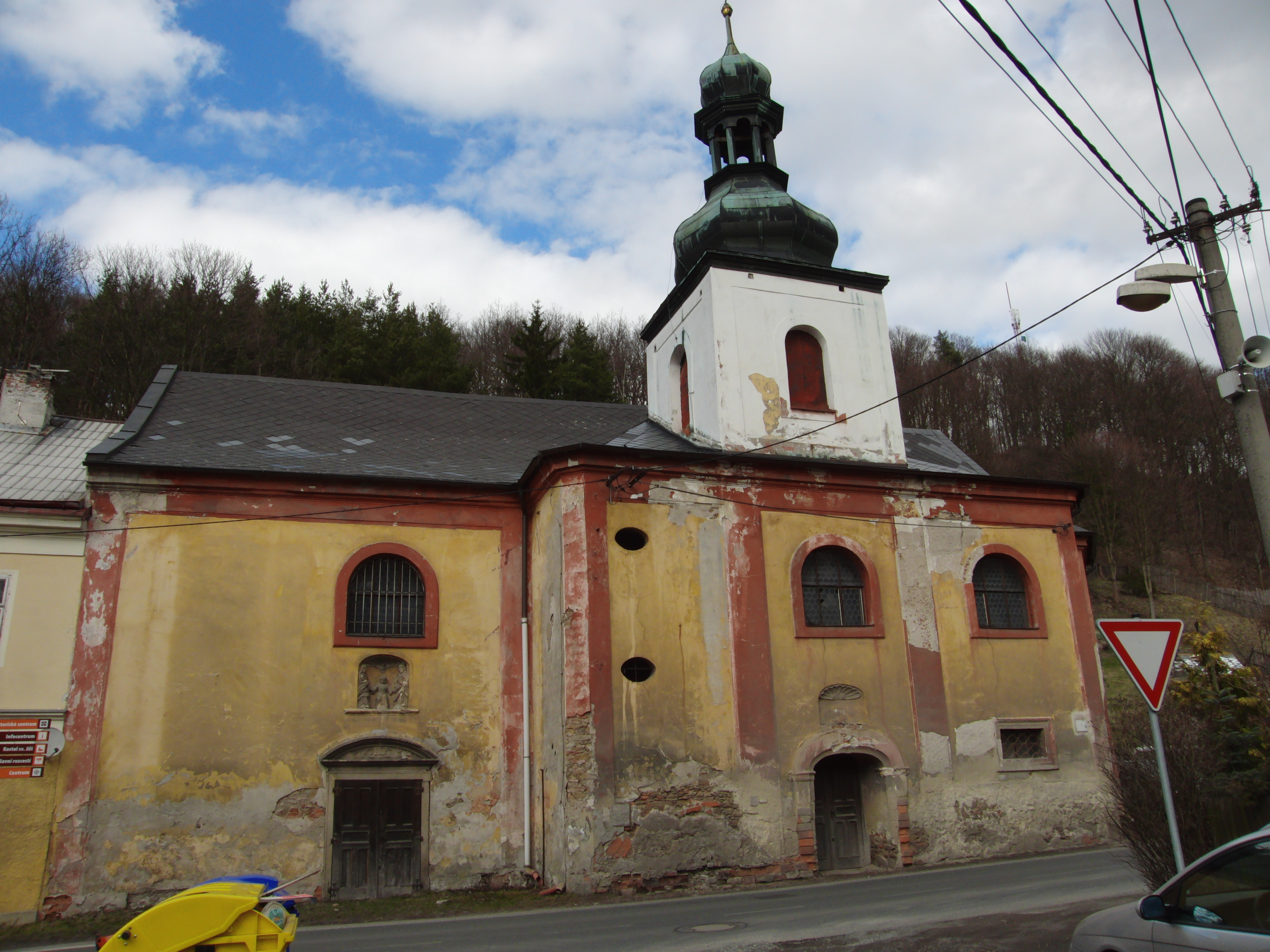
Spitalkirche der Heiligen Anna.

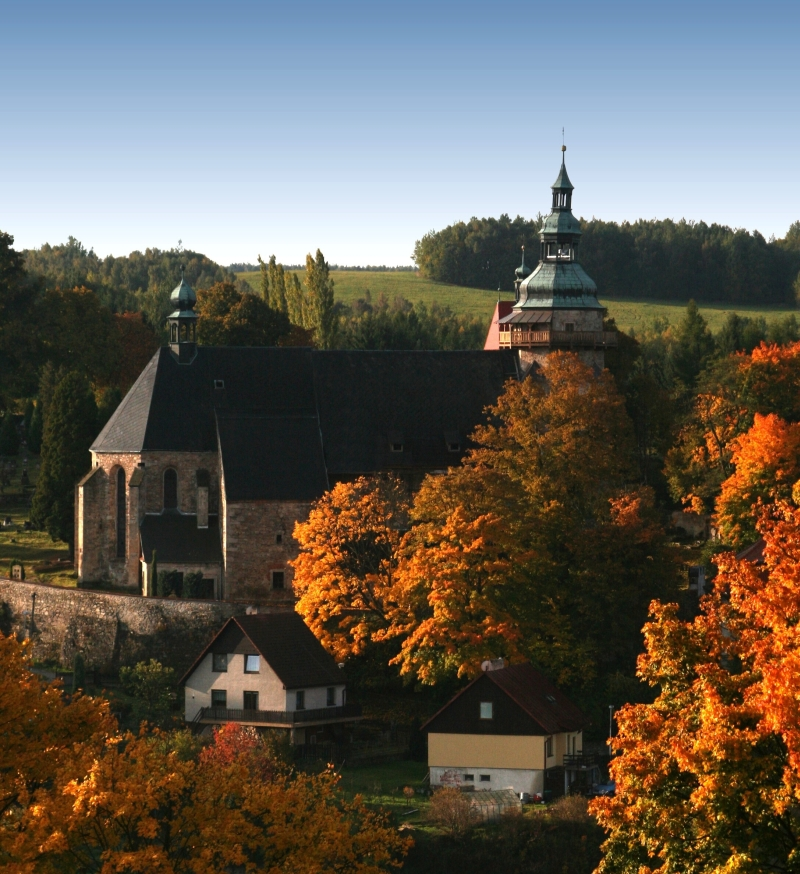
Georgskirche

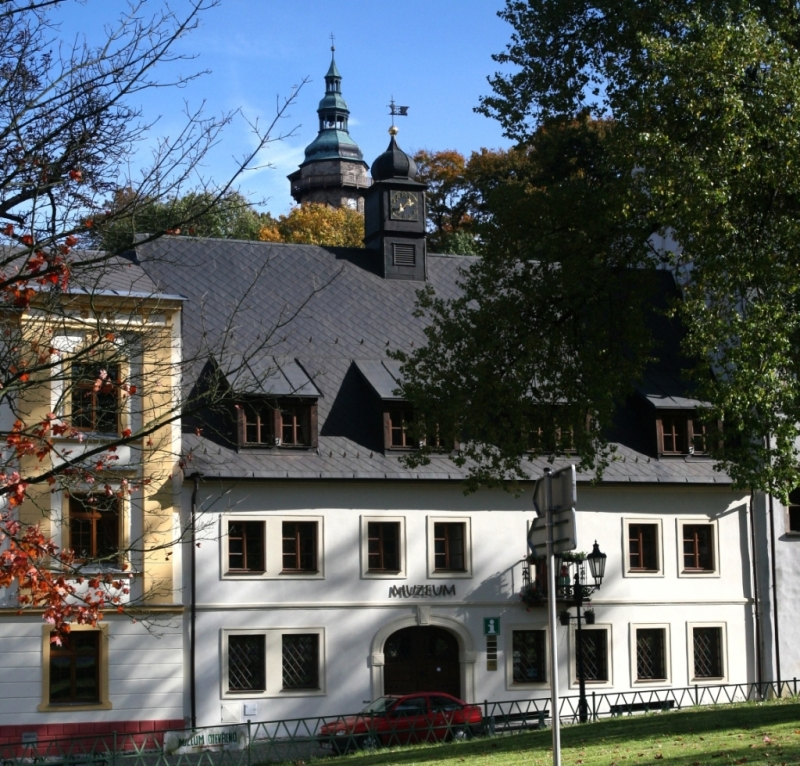
Museum

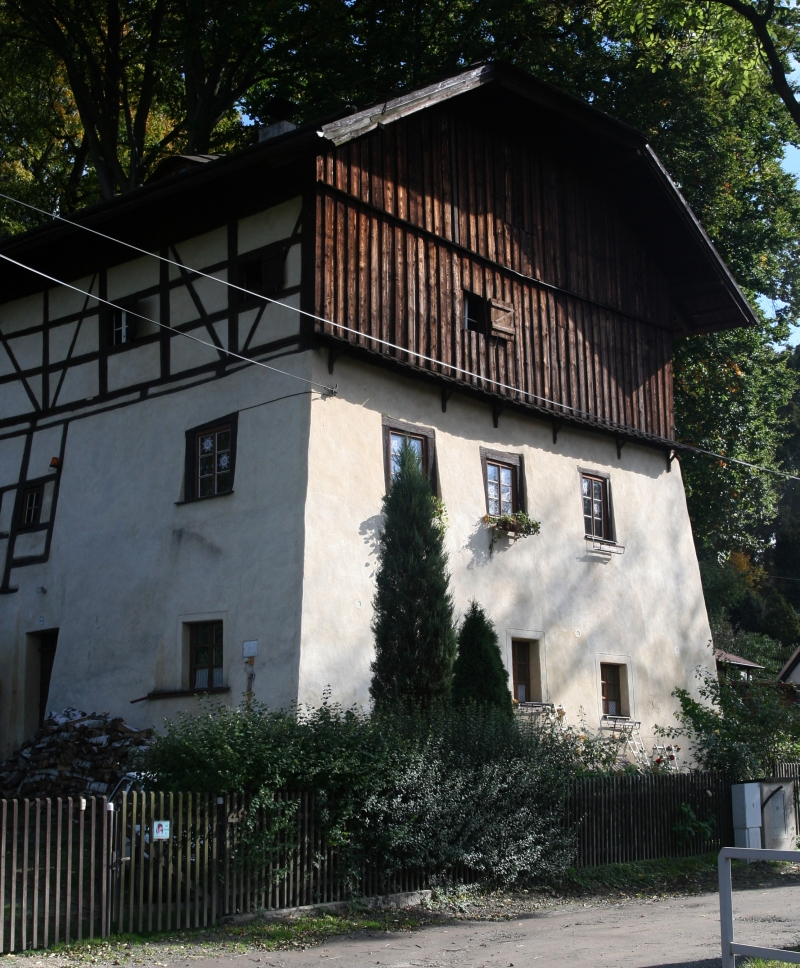
Seidlhaus

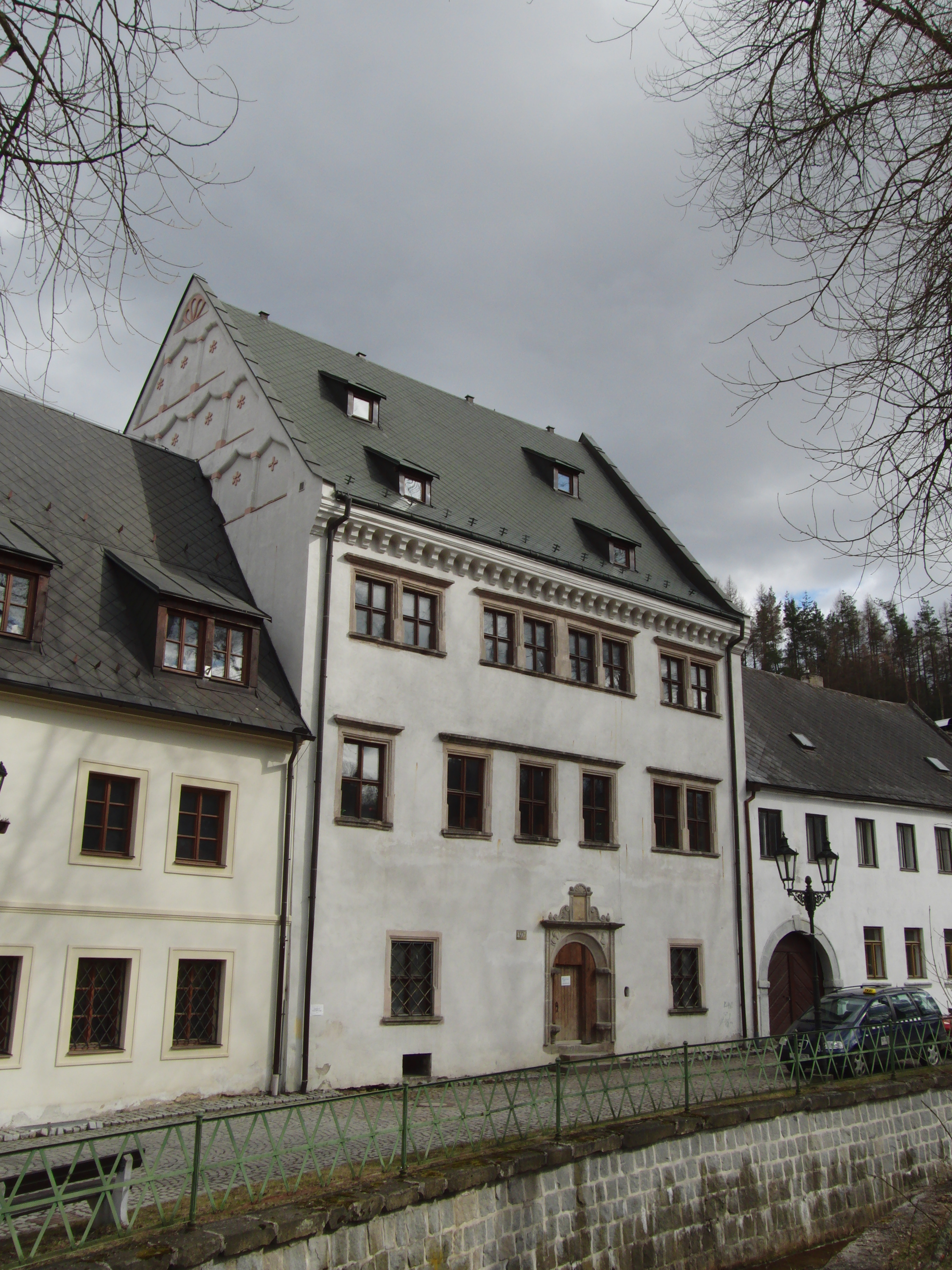
Pflughaus

Durch das Vorkommen von Erzen siedelten sich bereits vor Beginn unserer Zeitrechnung die Boier in der Gegend an. Möglicherweise leitet sich der zunächst gebräuchliche Ortsname "Slawkow" vom Gründer Slackko von Riesenburg ab. Spätere Namensformen des Ortes lauteten Schlackenwalde oder Slawkenwalde. Bis zum 14. Jahrhundert war Schlaggenwald ein unbedeutender Bergflecken und gehörte mit den Bergstädten Lauterbach, Schönfeld und der Herrschaft Petschau einem Grundherren. 1355 wurde dem Ort Bergrecht erteilt. Den örtlichen Errichtungsbüchern zufolge wurde die Pfarrkirche 1375/80 erstmals schriftlich erwähnt. Jedoch konnte ein Vorgängerbau archäologisch nicht nachgewiesen werden. 1434 ist erstmals Zinnabbau belegt.
1440 verkaufte Graf Ernst von Gleichen Schlaggenwald zusammen mit Schönfeld und Lauterbach an den Burggrafen Heinrich I. von Plauen. 1502 tauschte letzterer Schlaggenwald gegen andere Güter an Johann Pflug von Rabenstein, der zwischen 1517 und 1520 den Auftrag zum Bau der heutigen einschiffigen Kirche an einem Hang oberhalb der Stadt gab und Schlaggenwald eine Bergordnung erteilte. Nach dem Tode des Oberstkanzlers 1537 erhielt die Herrschaft sein Bruder Kaspar Pflug von Rabenstein, der den Kaspar-Pflugk-Erbstollen errichtete, um die Erzgruben von Wasser freizuhalten. 1539 gab er den Stollen dem Hans Schnöd aus Nürnberg als Lehen. 1540 erhielt Schlaggenwald neue Privilegien.
Der Protestant Kaspar Pflug stellte sich als Anführer eines Kriegsheeres auf die Seite des sächsischen Kurfürstens Johann Friedrich I. und flüchtete nach der Schlacht bei Mühlberg 1547 ins Ausland. 1547 ließ der böhmische König und spätere Kaiser Ferdinand I. den Besitz konfiszieren. 1548 wurde Schlaggenwald kaiserliche Freie Bergstadt, erhielt das Privileg der Bergfreiheit und ein eigenes Wappen. Nach der Schlacht am Weißen Berg 1620 begann die Rückführung zum katholischen Bekenntnis. 1621 wurde die Stadt vom Grafen von Mannsfeld besetzt. Darauf folgte die Einnahme durch bayerische, 1631 sächsische und 1632 kaiserlichen Truppen. 1630 verpfändete die königliche Kammer die Herrschaft an die Freiherren von Questenberg, denen der Besitz später erblich zugesprochen wurde.
Beim großen Brand 1713 fielen 76 Häuser den Flammen zum Opfer, dazu auch die St.-Anna-Kirche und das Spital. 1742 besetzten während des Österreichischen Erbfolgekriegs Franzosen Schlaggenwald. Ende des 18. Jahrhunderts gehörte Schlaggenwald den Fürsten von Kaunitz. 1847 zählte die offene Stadt Schlaggenwald 546 Häuser mit 4011 Einwohnern, darunter acht protestantische Familien. Zwei Häuser bildeten das zur Herrschaft Petschau gehörende Lehngut Hasenbühl. 1849 wurde die Erbuntertänigkeit und die Patrimonialgerichtsbarkeit aufgehoben. Im Zuge der Trennung der politischen von der judikativen Verwaltung gehörte Schlaggenwald ab 1868 zum Bezirk Elbogen. 1909 nahm die Dampfkraftanlage die Stromerzeugung auf. Am Ende des Ersten Weltkrieges zählte Schlaggenwald 3305 Einwohner, darunter 39 Tschechen. Nach dem Ersten Weltkrieg wurde Schlaggenwald der neu geschaffenen Tschechoslowakei zugeschlagen.
Aufgrund des Münchner Abkommens kam der Ort 1938 an das Deutsche Reich und gehörte bis 1945 zum Landkreis Elbogen, Regierungsbezirk Eger, im Reichsgau Sudetenland. Die deutschen Bürger der Stadt wurden 1945 enteignet und vertrieben. Nach 1950 erfolgte der Abriss großer Teile der aus der Renaissancezeit stammenden historischen Bauten der Stadt. Nach 1950 fand der großzügige Abbau von Zinn statt. Für die Bergarbeiter wurde nördlich der Altstadt ein neuer Stadtteil gebaut. Im Stil des spät-stalinistischen Städtebaus gebaut, gruppieren sich vergleichsweise aufwändig gestaltete Häuser um ein mit Bergarbeiterreliefs verziertes Kulturhaus. In der Stadt gibt es ein tschechisch-deutsches Begegnungszentrum.

### Einwohnerentwicklung
Bis 1945 war Schlaggenwald überwiegend von Deutschböhmen besiedelt, die mehrheitlich vertrieben wurden.
| Jahr | Einwohner | Anmerkungen                                            |
| ---- | --------- | ------------------------------------------------------ |
| 1785 | 0 k. A.   | 456 Häuser                                             |
| 1830 | 3554      | in 543 Häusern                                         |
| 1847 | 4011      | in 546 Häusern, darunter acht protestantische Familien |
| 1900 | 4072      | deutsche Einwohner                                     |
| 1921 | 3344      | davon 3269 Deutsche                                    |
| 1930 | 3288      | [ 12 ]                                                 |
| 1939 | 3062      | [ 12 ]                                                 |

| Jahr      | 1970 | 1980 | 1991 | 2001 | 2003 |
| --------- | ---- | ---- | ---- | ---- | ---- |
| Einwohner | 5478 | 6106 | 6101 | 5972 | 5818 |

## Städtepartnerschaften
- Arzberg
- Rosenbach/Vogtl.
- Sławków

## Kultur und Sehenswürdigkeiten
- St. Georg, einschiffige spätgotische Wehrkirche.
- Gotische Glocke aus dem Jahr 1540.
- Barocke Spitalkirche der Heiligen Anna, erbaut 1728 auf alten Grundsteinen.
- Museum Horní Slavkov
- rund ummauerter Richtplatz auf dem nördlich der Stadt gelegenen 626 m hohen Galgenberg (šibeniční vrch)[14] mit dem Stadtwappen, drei hohen Steinstelen und Jahreschronik aus dem Jahr 1598. Die Anlage soll um 1500 datiert sein.[15]
- „Pflug-Haus“ (Pluhův dům), Stadthaus der Adelsfamilie Pflug von Rabenstein, Frührenaissance mit Blendbogengiebeln, errichtet 1510–1512,[16] Straße Pluhova Nr. 497.

## Wirtschaft und Infrastruktur
Etwa im 12. Jahrhundert blühte die damalige Waldlandschaft durch den beginnenden Bergbau, in dem bis zu 200 Arbeiter beschäftigt waren, und den Handel auf. Anfang des 14. Jahrhunderts begann man mit dem Abbau von Zinn. 1792 wurde die erste Porzellanmanufaktur in Böhmen gegründet, später kamen eine Knopffabrik und eine Wollweberei hinzu. Das Gebiet ist reich an Zinn, Wolfram, Silber, Bronze, Blei, Uran, Torf, Steinen für das Bauwesen und Halbedelsteinen. Auch befinden sich Mineralwasserquellen in der Nähe.
Bahnanschluss besteht über die Bahnstrecke Krásný Jez–Nové Sedlo u Lokte.

## Persönlichkeiten

### Söhne und Töchter der Stadt
- Kaspar Brusch (1518–1559), Humanist, Theologe, Historiker und Dichter
- Sebastian Köppel (um 1548–nach 1613), frühneuzeitlicher Unternehmer
- Christoph Crinesius (1584–1629), Orientalist und Hochschullehrer
- Hieronymus Kohl (1632–1709), Prager Hofbildhauer
- Johann Friedrich Hacker (1666–1697), Waldbereiter und Bergmeister
- Johann Georg Lippert (1771–1843),  Stadtphysicus und Porzellanfabrikant
- Ignaz Schmieger (1812–1887), Textilunternehmer
- Hans Heidler (1927–2016), deutscher Politiker (FDP/DVP, CDU)

### Persönlichkeiten, die in dieser Stadt gewirkt haben
- Sigismund Scherertz (1584–1639), Geistlicher und Schriftsteller, Pfarrer am Ort
- Elias Dollhopf (1703–1773), Barockmaler. Er wirkte hier und war Ratsherr und Bürgermeister
- Wenzel Haas (1770–1830), Bergmeister und Porzellanfabrikant
- Georg Haas von Hasenfels (1841–1914), Industrieller
- Johann Czjzek von Smidaich (1841–1925), Industrieller, Porzellanfabrikant
- Milan Augustin (* 1960), Archivar und Historiker, arbeitete im Ort als Erzieher